# Hormigos
Hormigos è un comune spagnolo di 390 abitanti situato nella comunità autonoma di Castiglia-La Mancia.